# Harrison Osterfield
Harrison John Osterfield, né Davy le 4 juillet 1996 à Surrey en Angleterre, est un acteur et mannequin britannique.
Après avoir été l'assistant de Tom Holland et fait plusieurs apparitions en tant que figurant ou dans des courts métrages, Osterfield débute officiellement sa carrière d'acteur avec une apparition dans la mini-série télévisée Catch-22 (2019). Il est notamment connu pour le rôle de Léopold d'Albany dans la série télévisée Les Irréguliers de Baker Street (2021).

## Biographie

### Jeunesse et formations
Harrison Osterfield naît en juillet 1996 en Angleterre. Il est élève à l'école de Caterham (en), où il s'inscrit au club de théâtre. Ceci lui l'inspire à aller plus loin dans son travail de comédien. Il s'inscrit par la suite à la BRIT School au borough londonien de Croydon où il rencontre Tom Holland. Il est ensuite accepté pour un cours préparatoire à la London Academy of Music and Dramatic Art.

### Carrière
Quand Tom Holland décroche le rôle de Peter Parker / Spider-Man en 2015, il engage Osterfield comme assistant sur le tournage de Spider-Man: Homecoming. Il est crédité en tant que tel au générique du film mais fait une apparition en tant que figurant. Il assistera également par la suite Holland sur les tournages de The Current War : Les Pionniers de l'électricité, Avengers: Infinity War et Endgame, Spider-Man: Far From Home et Chaos Walking.
En juin 2018, il obtient un petit rôle, celui de Snowden, dans un épisode de la mini-série Catch-22, diffusée sur le service Hulu et co-réalisée par George Clooney. Ce rôle marque la première fois où il est crédité pour un rôle en tant qu'acteur.
En octobre 2019, il rejoint la distribution de la série télévisée Les Irréguliers de Baker Street, à destination du service Netflix. Il s'agit d'une série qui s'inspire du groupe de personnages du même nom créés par Arthur Conan Doyle et qui apparaissent dans Les Aventures de Sherlock Holmes. La série est lancée en 2021 et marque son premier rôle en tant qu'acteur principal à la télévision.

## Filmographie

### Cinéma

#### Longs métrages
- 2017 : Spider-Man: Homecoming de Jon Watts : un élève au lycée (non crédité)
- 2018 : Avengers: Infinity War d'Anthony et Joe Russo : un élève dans le bus (non crédité)
- 2021 : Chaos Walking de Doug Liman : l'homme de Farnbranch (non crédité)
- 2023 : After Everything

#### Courts métrages
- 2014 : Trepidation de Charles Heales : Orphan
- 2015 : Supply and Demand de Julian William Michael Deane : Edward Lucas
- 2015 : Colours de Peter Lee Scott : le joueur du football
- 2017 : Ethan Adler's Guide to Homicide de Joshua Farrar : Ethan Adler
- 2017 : One in a Million de Patrick Ireland : Spooner
- 2018 : Vent de Mayuren Naidoo : Parker

### Télévision
- 2019 : Catch-22 : Snowden (saison 1, épisode 6)
- 2021 : Les Irréguliers de Baker Street (The Irregulars) : Léopold d'Albany